# 2020년 런던 영화 비평가 협회상
제41회 런던 영화 비평가 협회상은 2021년 2월 7일에 열린 시상식이다.

## 수상 및 후보

### 작품상
- 노마드랜드 - 클로이 자오 수상
- 끝없음에 관하여 - 로이 앤더슨
- 콜렉티브 - 알레그잔데르 나나우
- 이제 그만 끝낼까 해 - 찰리 카우프만
- 러버스 락 - 스티브 맥퀸
- 모리타니안 - 캐빈 맥도널드
- 미나리 - 정이삭
- 프라미싱 영 우먼 - 에머랄드 펜넬
- 어느 소녀 이야기 - 사라 가브론
- 세인트 모드 - 로즈 글래스

### 외국어영화상
- 어나더 라운드 - 토마스 빈터베르그 수상
- 끝없음에 관하여 - 로이 앤더슨
- 콜렉티브 - 알레그잔데르 나나우
- 레미제라블 - 래드 리
- 미나리 - 정이삭

### 다큐멘터리 작품상
- 콜렉티브 - 알레그잔데르 나나우 수상
- 코피 터지고, 돈 떨어지고 - 빌 로스 4세 외 1명
- 딕 존슨 이즈 데드 - 커스틴 존슨
- 타임 - 가렛 브래들리
- 더 트뤼플 헌터스 - 마이클 드웩 외 1명

### 감독상
- Small Axe - 스티브 맥퀸 수상
- 맹크 - 데이빗 핀처
- 세인트 모드 - 로즈 글래스
- 모리타니안 - 캐빈 맥도널드
- 노마드랜드 - 클로이 자오

### 작가상
- 노마드랜드 - 클로이 자오 수상
- 맹크 - 잭 핀처
- 세인트 모드 - 로즈 글래스
- 이제 그만 끝낼까 해 - 찰리 카우프만
- 트라이얼 오브 더 시카고 7 - 아론 소킨

### 여우주연상
- 노마드랜드 - 프란시스 맥도맨드 수상
- 세인트 모드 - 모르피드 클락
- 마 레이니, 그녀가 블루스 - 비올라 데이비스
- 그녀의 조각들 - 바네사 커비
- 프라미싱 영 우먼 - 캐리 멀리건

### 남우주연상
- 마 레이니, 그녀가 블루스 - 채드윅 보스만 수상
- 사운드 오브 메탈 - 리즈 아메드
- 더 파더 - 안소니 홉킨스
- Da 5 블러드 - 델로이 린도
- 모리타니안 - 타하르 라힘

### 여우조연상
- 보랏 서브시퀀트 무비필름 - 마리아 바카로바 수상
- 그녀의 조각들 - 엘렌 버스틴
- 베이비티스 - 에시 데이비스
- 세인트 모드 - 제니퍼 엘
- 맹크 - 아만다 사이프리드

### 남우조연상
- 맹그로브 - 샤운 파크스 수상
- 트라이얼 오브 더 시카고 7 - 사샤 바론 코헨
- Da 5 블러드 - 채드윅 보스만
- 클레멘시 - 알디스 호지
- 베이비티스 - 벤 멘델슨

### 영국여우주연상
- 세인트 모드 - 모르피드 클락 수상
- 어느 소녀 이야기 - 벅키 바크레이
- 이제 그만 끝낼까 해 - 제시 버클리
- 그녀의 조각들 - 바네사 커비
- 더 디그 - 캐리 멀리건

### 영국남우주연상
- 모굴 모글리 - 리즈 아메드 수상
- 보랏 서브시퀀트 무비필름 - 사샤 바론 코헨
- 레드, 화이트 앤 블루 - 존 보예가
- 더 파더 - 안소니 홉킨스
- 종말 - 코스모 자비스

### 영국필름메이커상
- 세인트 모드 - 로즈 글래스 수상
- 카운티 라인스 - 헨리 블레이크
- 린과 루시 - 파이잘 볼리파
- 프라미싱 영 우먼 - 에머랄드 펜넬
- 그 남자의 집 - 레미 위크스

### 영국아역상
- 어느 소녀 이야기 - 벅키 바크레이 수상
- 어느 소녀 이야기 - 코사 알리
- 에놀라 홈즈 - 밀리 바비 브라운
- 카운티 라인스 - 콘래드 칸
- 메이크 업 - 몰리 윈저

### 영국단편영화상
- 더 롱 굿바이 - 아네일 카리아 수상
- 필리피나나 - 라파엘 마누엘
- 항상 배가 고픈 조 - 샘 다웨 외 1명
- 리자드 - 아키놀라 데이비스 주니어
- 더 쉬프트 - 로라 카레

### 기술공헌상
- 어느 소녀 이야기 - 루시 파디 수상
- 암모나이트 - 스테판 퐁탠느
- 버즈 오브 프레이(할리 퀸의 황홀한 해방) - 데보라 라 미아
- 러버스 락 - 에드 발리에
- 맹크 - 도널드 그레이엄 버트
- 노마드랜드 - 조슈아 제임스 리차드
- 소울 - 피트 닥터
- 사운드 오브 메탈 - 니콜라스 베커
- 테넷 - 제니퍼 레임
- 울프워커스 - 톰 무어 외 1명

### 애튼보로우 상
- 세인트 모드 - 로즈 글래스 수상
- 더 파더 - 플로리안 젤러
- 러버스 락 - 스티브 맥퀸
- 맹그로브 - 스티브 맥퀸
- 어느 소녀 이야기 - 사라 가브론